# Mark Morgan
Mark Morgan est un compositeur et musicien américain né le 21 octobre 1961 à Los Angeles. Travaillant pour le jeu vidéo et la télévision, il est principalement reconnu pour avoir composé les musiques des jeux Fallout 1 et 2, Planescape Torment et de la série Zork.

## Biographie
Il débute la musique par l'apprentissage du piano et forge sa culture musicale à l'écoute de groupes de rock tels les Beatles, Jimi Hendrix, Cream, The Zombies, Led Zeppelin ou Yes. Il part étudier le piano et la composition au Berklee College of Music de Boston, mais peu intéressé par l'apprentissage académique de la musique il retourne en Californie dès l'année suivante. Travaillant en tant que musicien de studio, il s'initie au jazz et part ensuite en tournée pour Rickie Lee Jones puis Chaka Khan. Après la tournée No Protection de Starship, il est invité à devenir membre permanent du groupe : il s'installe alors à San Francisco, commence à composer et écrit des chansons pour leur prochain album, Love Among the Cannibals (1989).
Lorsque le groupe se sépare en 1990, Morgan retourne à Los Angeles pour se lancer dans la composition pour la télévision et le cinéma. Il débute comme programmeur et designer sonore et en 1992 compose pour le film Break Out. Sa première partition pour un jeu vidéo intervient en 1995 avec Dark Seed II.

## Compositions

### Jeu vidéo
| 2017 : Torment: Tides of Numenera 2015 : Stasis 2013 : Wasteland 2 2011 : Allods Online 2010 : Fallout: New Vegas 2009 : Need for Speed: Shift 2000 : Giants: Citizen Kabuto 1999 : - Civilization: Call to Power - Descent 3 - Planescape: Torment | 1998 : Fallout 2 1997 : - Fallout - NetStorm: Islands At War - Zork: Grand Inquisitor 1996 : - Descent II - Shattered Steel - Zork Nemesis 1995 : - Dark Seed II - Descent |

### Télévision
| 2010-2011 : Blue Bloods (série) 2007-2008 : Shark (série) 2005 : Killer Instinct (série) 2004 : - Hawaii (série) - Paradise | 2003-2005 : Les Frères Scott (série) 2001-2004 : Washington Police (série) 2001 : Special Unit 2 (série) 1998 : - ADN, menace immédiate (série) - Le Damné (série) - Ultime Recours (série télévisée) (série) 1996 : Ink (série) |

### Cinéma
2000 : Le jeu du prophète
1992 : Break Out

### Albums personnels
2014 : Beyond The Noise